# Площа Леніна (Донецьк)
48°0′7.27″ пн. ш. 37°48′18.23″ сх. д. / 48.0020194° пн. ш. 37.8050639° сх. д.
Площа Леніна — головна (центральна) площа міста Донецька, адміністративного центру Донецької області, названа на честь провідного радянського державного і партійного діяча Володимира Леніна.
Площа розташована у Ворошиловському районі. Обмежена з півночі проспектом Гурова, із заходу — вулицею Артема, з півдня — Комсомольським проспектом, зі сходу — вулицею Постишева.
З'явилась на місці Сінного ринка, що містився на околиці Юзівки. Архітектурний ансамбль площі, здебільшого, формувався в період 1927—1967 років. До початку робіт з формування сучасного архітектурного обличчя площа була оточена одноповерховою житловою та промисловою забудовою.
У архітектурний ансамбль площі Леніна входять пам'ятник Леніну, скульптура «Юність», альтанка закоханих, музичний фонтан, будівля Ворошилівського райвиконкому (раніше Будинок Рад, Окружком), будівля драматичного театру, будівля готелю «Донбас Палас», будівля філармонії, будівля Главпоштамту, будівля Міністерства вугільної промисловості УРСР (у теперішній час у будівлі містяться Департамент вугільної промисловості Міністерства палива та енергетики України та Укрглавпостач), а також інші громадські та житлові будівлі.
Над створенням архітектурного ансамблю майдану працювали архітектори В. М. Орєхов, Л. Л. Берберов, Т. І. Бондаренко, Н. И. Порхунов, Л. І. Котовський, І. І. Речаник, А. А. Шувалова, В. П. Костенко, Є. І. Чечик, В. Іванченко, М. Іванченко та скульптори Е. Кунцевич, Н. Білик, Ю. І. Балдін.
Площа є пішоходною зоною. На прилеглих до неї вулицях Артема та Постишева розташовані зупинки Громадського транспорту «Площа Леніна» (на Артема зупиняється тролейбус, автобус, маршрутне таксі; на Постишева — трамвай, маршрутне таксі).

## Назва
Площа названа на честь Володимира Ілліча Леніна — російського та радянського політичного та державного діяча.
До 1927 року площа називалась Сінною, тому що на ній містився великий Сінний ринок. У 1927 році на площі звели Будинок Рад, після чого площу перейменували на Радянську. Потім площа мала назву Центральна. У середині 1960-х років майдан дістав свою сучасну назву.

## Формування площі

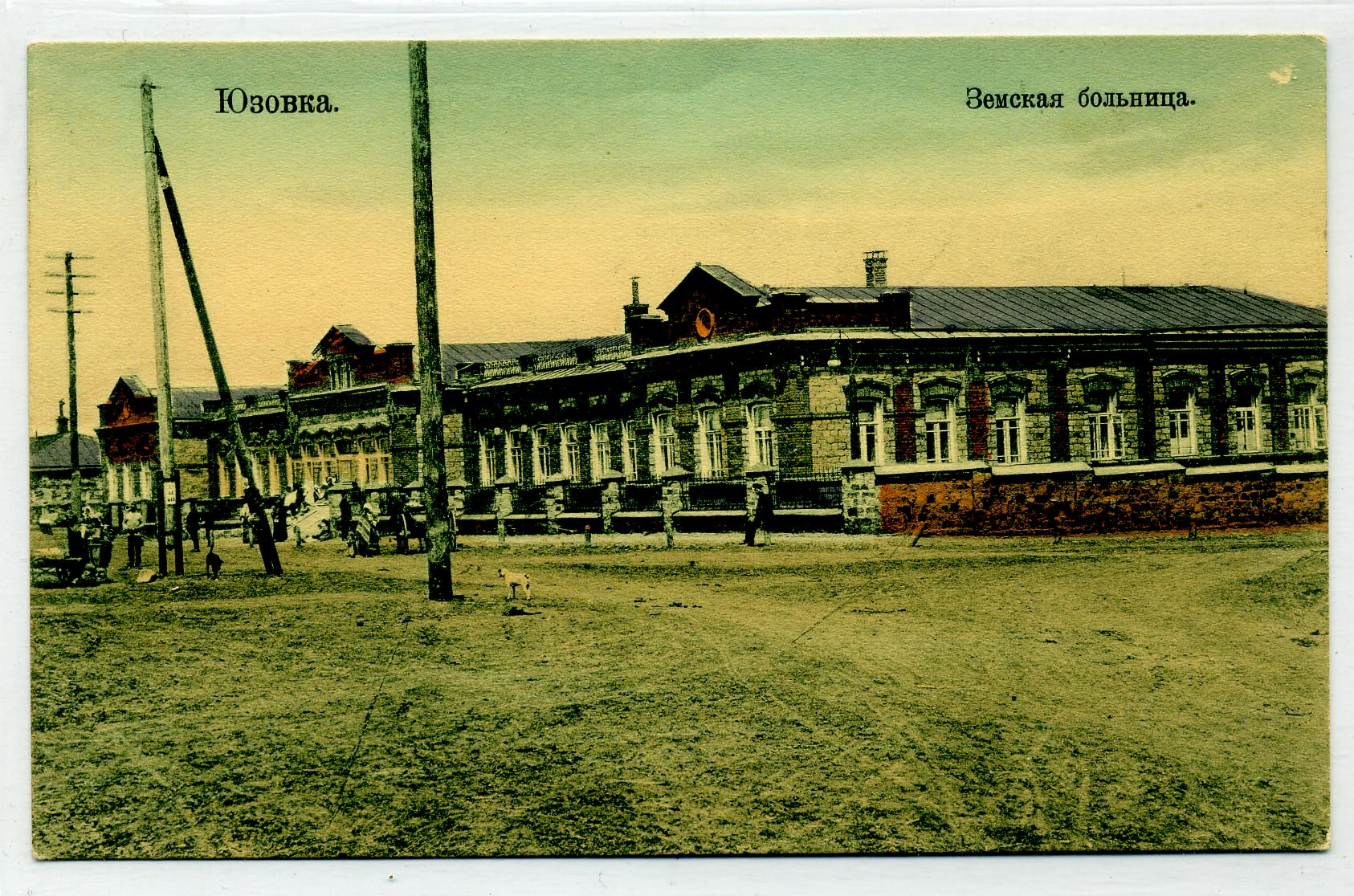
Земська лікарня в Юзівці. 1911 рік. У подальшому на цьому місці буде розбито Первомайський сквер.

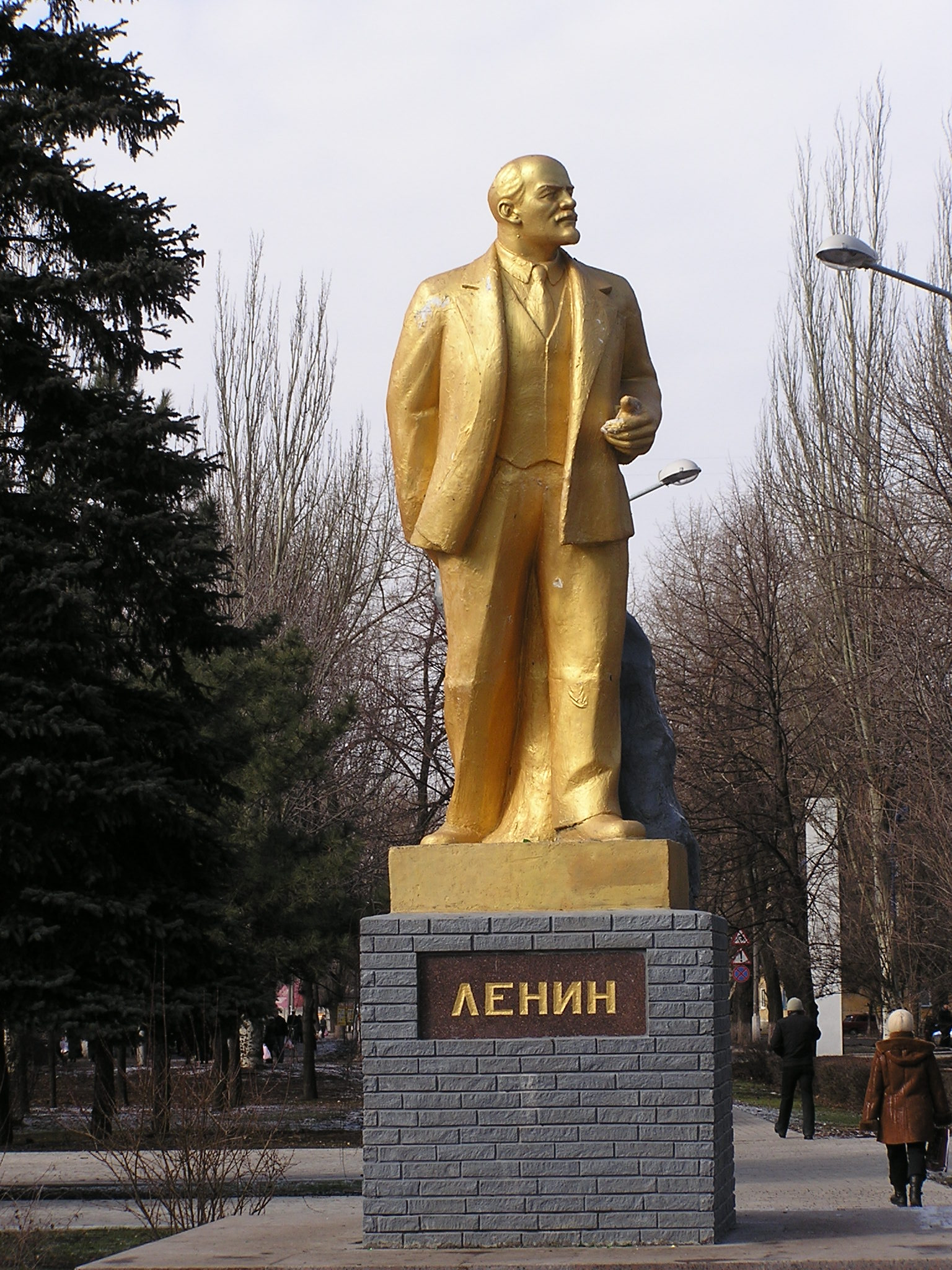
Пам'ятник Леніну на площі Перемоги в Петровському районі Донецька. Спершу він був встановлений на місці Первомайського скверу площі Леніна

Спершу площа займала меншу територію. Зі східного, південного та північного боків її оточувала одноповерхова житлова і громадська забудова, а з північного боку містився гвіздковий завод, трамвайне депо, особняк Богомолова і кінний двір міськкомгоспу. Особняк Богомолова був двоповерховим, білого кольору і прикрашений ліпниною над віконницями, а також вежками на високому цоколі. У ньому проводились дворянські зібрання, а під час Громадянської війни в цьому особняку розташовувався штаб Володимира Олександровича Антонова-Овсієнка.
На місці, де у теперішній час розбито Первомайський сквер містилась Перша Радянська лікарня (колишня земська лікарня) та ветеринарна лікарня (сучасний ріг вулиці Постишева та проспекту Гурова). Звідси від 15 червня 1928 року почав діяти перший донецький трамвай, що сполучив центр міста з залізничним вокзалом («Совбольниця-Станція Сталіно», шлях завдовжки 8 км).
1929 року збудували Будинок Рад і будівлю державних установ. Для будівництва Будинку Рад знесли особняк Богомолова та кінний двір міськкомгоспу, що містились на цьому місці до того. Починаючи від 1931 року в будівлі державних установ міститься концертний зал Донецької обласної філармонії. У 1938 році звели готель «Донбас».
У 1947 році знесли гвіздковий завод, на місці якого згодом побудують приміщення драматичного театру. У 1949 році знесли ветеринарну лікарню. На місці, що вивільнилось, створили сквер імені Леніна, де встановили пам'ятник Леніну і невеликий фонтан. Постамент пам'ятника через брак будівельних матеріалів був обличкований червоними кахлями з горілих порід. Такими ж червоними кахлями з горілих порід обличковано будівлю, у північно-східному закутку площі (ріг вулиці Постишева та проспекту Гурова).
За планом формування громадського центру міста, розробленого в 1949 році Українським державним інститутом проектування міст (архітектори В. М. Орєхов, Л. Л. Берберов, Т. І. Бондаренко) площа Леніна повинна була стати однією з анфілади трьох взаємно пов'язаних майданів: Центральної адміністративної (площа Леніна), Театральної та Перемоги і простір ув'язувався з Театральною площею. Центральна площа в плані являла собою прямокутник 140×480 м, видовжений уздовж вулиці Артема від Комсомольського проспекту до проспекту Гурова. На флангах, які примикали до проспектів були заплановані партерні сквери. Вісь Центральної площі — проспект Ілліча. Звести нову будівлю Будинку Рад мали на найвищому місці цієї осі . У 1953 році архітектори В. М. Орєхов, Л. Л. Берберов, Т. І. Бондаренко розробили проект детального планування центру міста, в який внесли суттєві зміни у порівнянні з планом 1949 року. У новому плані вирішили відмовитися від створення площі Перемоги, і звести будівлю драматичного театру не на площі Перемоги, а на Центральній, замість новобудови Будинку Рад.
На початку 1950-х років побудували житлові та адміністративні будівлі вздовж правобіччя вулиці Постишева. У 1951—1956 роках звели споруду Міністерства вугільної промисловості УРСР і звільнили від старої забудови територію між вулицями Артема і Постишева. У 1961 році побудували будівлю драмтеатру. У 1966 році до 100-ліття Володимира Ілліча Леніна здійснювалась реконструкція майдану, і пам'ятник Леніну з Центральної площі перенесли у Петровський район міста й встановили у сквері на площі Перемоги. У 1967 році на площі встановили новий пам'ятник В. І. Леніну. Також у 1960-ті роки знесли Совбольницю.

## План площі
|  | 1. Першотравневий сквер; 2. Пам'ятник Ленину — 48°0′8.77″ пн. ш. 37°48′17.40″ сх. д. / 48.0024361° пн. ш. 37.8048333° сх. д. 3. Пілон, 2 капсули часу — 48°0′9.26″ пн. ш. 37°48′18.77″ сх. д. / 48.0025722° пн. ш. 37.8052139° сх. д. 4. Бесідка закоханих — 48°0′11.77″ пн. ш. 37°48′18.42″ сх. д. / 48.0032694° пн. ш. 37.8051167° сх. д. 5. Скульптура «Юність»; 6. Фонтан — 48°0′3.29″ пн. ш. 37°48′18.25″ сх. д. / 48.0009139° пн. ш. 37.8050694° сх. д. 7. Будівля коліщнього міністерства вугільної промисловості УРСР — 47°59′58.83″ пн. ш. 37°48′18.69″ сх. д. / 47.9996750° пн. ш. 37.8051917° сх. д. 8. Головпоштамт — 47°59′58.74″ пн. ш. 37°48′15.34″ сх. д. / 47.9996500° пн. ш. 37.8042611° сх. д. 9. Ворошиловський райвиконком — 48°0′2.38″ пн. ш. 37°48′14.41″ сх. д. / 48.0006611° пн. ш. 37.8040028° сх. д. 10. Драмтеатр — 48°0′7.08″ пн. ш. 37°48′11.15″ сх. д. / 48.0019667° пн. ш. 37.8030972° сх. д. 11. Golden Lion — 48°0′8.77″ пн. ш. 37°48′12.17″ сх. д. / 48.0024361° пн. ш. 37.8033806° сх. д. 12. Донбас Палас — 48°0′13.62″ пн. ш. 37°48′14.64″ сх. д. / 48.0037833° пн. ш. 37.8040667° сх. д. 13. Будівля «Восток-медиа» — 48°0′8.23″ пн. ш. 37°48′22.00″ сх. д. / 48.0022861° пн. ш. 37.8061111° сх. д. 14. McDonald's (всередині знаходиться мозаїчне панно « Жінка-птах») — 48°0′5.63″ пн. ш. 37°48′22.35″ сх. д. / 48.0015639° пн. ш. 37.8062083° сх. д. 15. Філармония — 48°0′1.55″ пн. ш. 37°48′22.92″ сх. д. / 48.0004306° пн. ш. 37.8063667° сх. д. 16. Закладний камінь пам'ятника жінкам-шахтарям. |

## Ансамбль площі Леніна

### Ворошиловський РВК

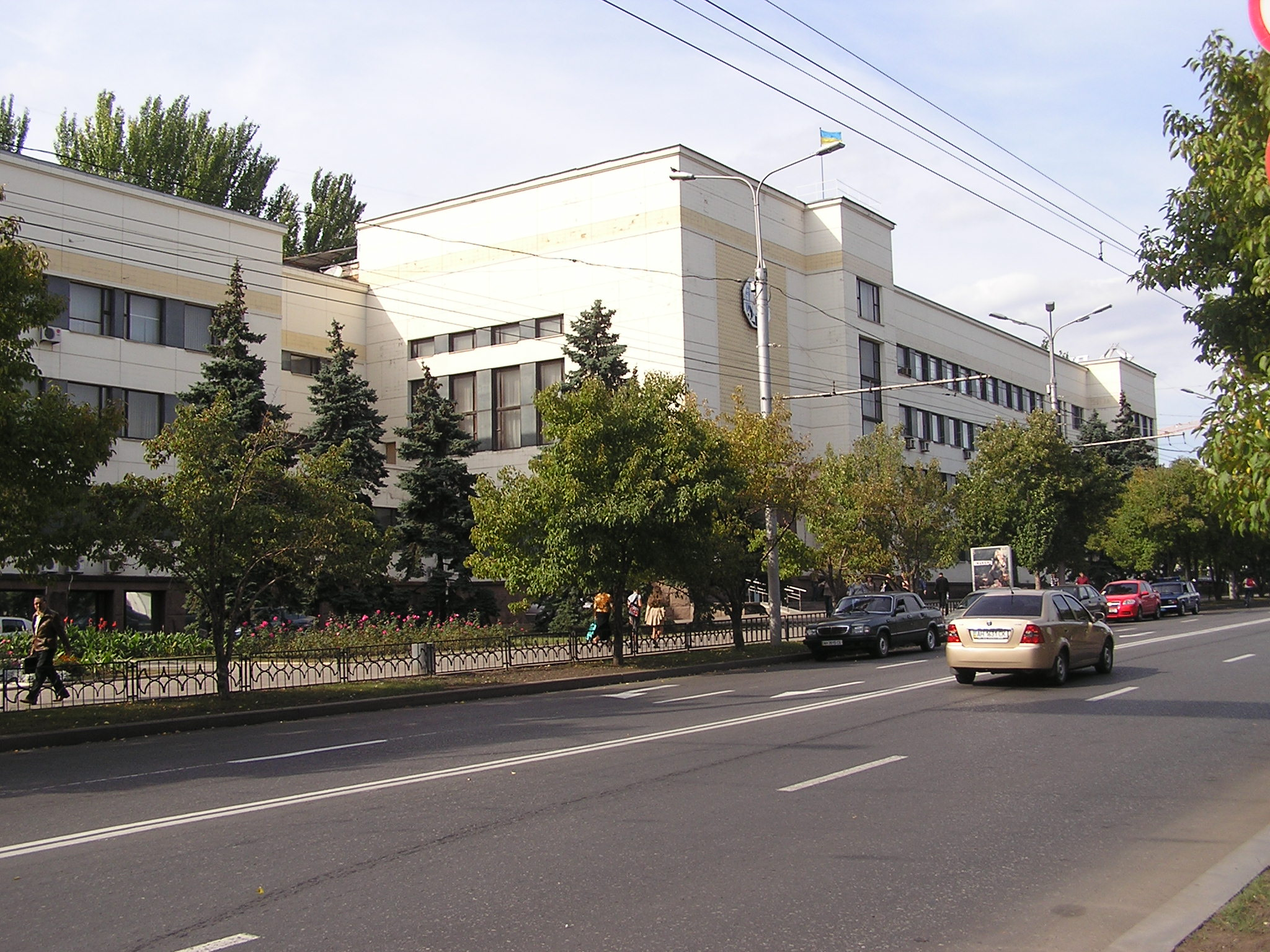
Будівля Ворошиловського райвиконкому

Будівля Ворошиловського райвиконкому є найстарішим на площі. Його побудували в 1929 році як Будинок Рад. З його будівництва почалося формування архітектурного ансамблю площі Леніна. Архитектор — Людвіг Іванович Котовський.
У 1934 у будівлю відреставрував архітектор Н. І. Порхунов. Роботи з реконструкції були приурочені до сімнадцятої річниці Жовтневої перевороту. Під час реконструкції повністю змінили обробку будівлі і добудували четвертий поверх.
На фасаді будівлі встановлено меморіальні дошки на честь того, що в ньому працювали Володимир Іванович Дегтярьов і Олександр Павлович Ляшко (відкрита 18 листопада 2003).
21 серпня 2007 року в сквері перед будівлею встановили закладений камінь пам'ятника жінкам-шахтарям.

### Філармонія

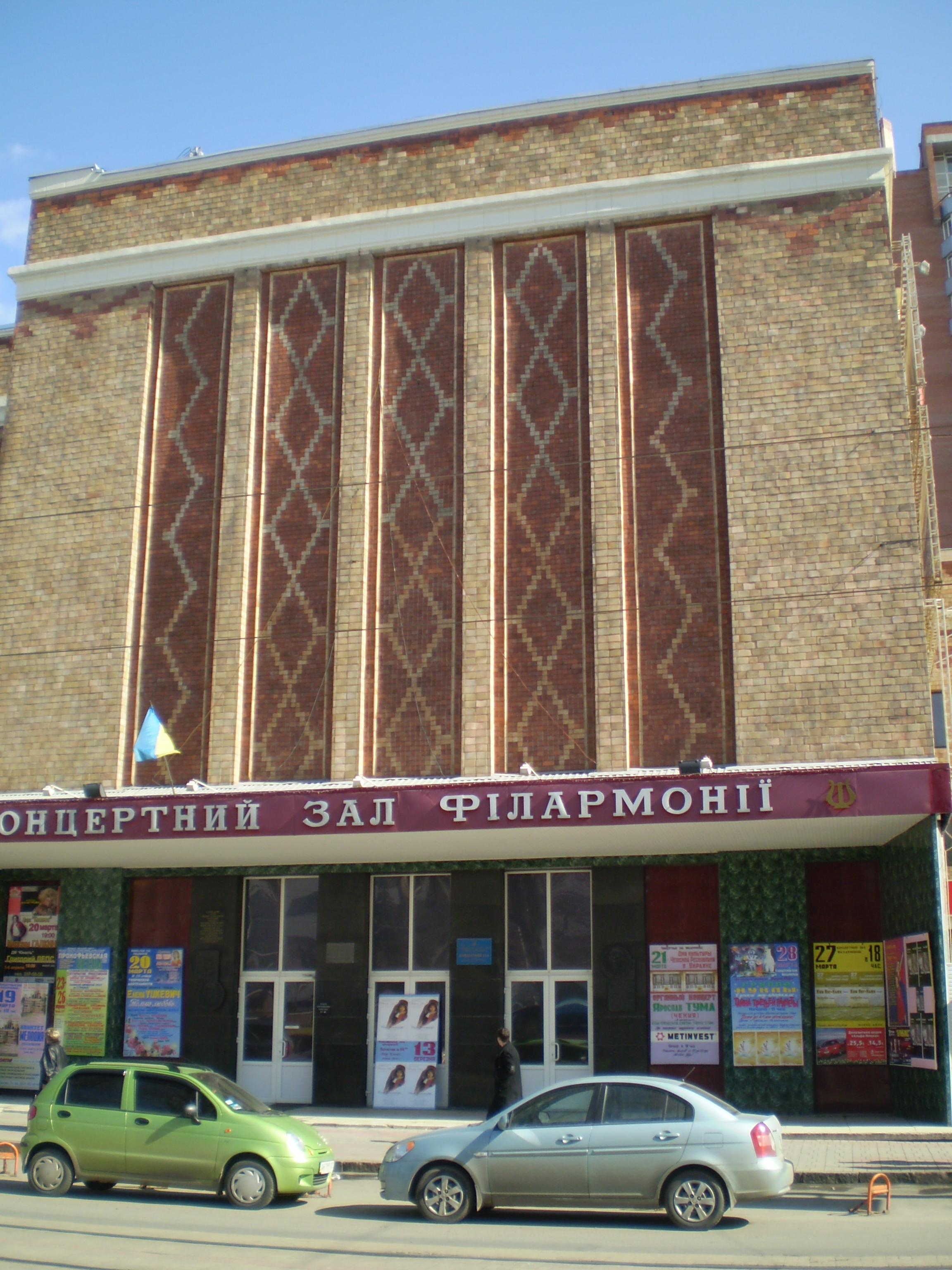
Донецька обласна філармонія

Будівля, в якій розташовується концертний зал Донецької обласної філармонії імені Сергія Прокоф'єва будувалося як дзеркальна копія будівлі Ворошіровского райвиконкому — ці будівлі схожі в плані, але відрізняються оформленням. Будівля побудована в 1930-ті роки «Южжилстроем» і називалося «будівля держустанов». Його спроектував архітектор Людвіг Іванович Котовський. У повоєнні роки будинок держустанов значно перебудували.
На фасаді будівлі встановлено меморіальні дошки:
- На честь того, що в ньому у вересні 1941 року розміщувався штаб 383-ї шахтарської стрілецької дивізії;
- На честь того, що в будівлі під час німецької окупації міста в 1941—1943 роках розміщувалася підпільна група, яка друкувала антифашистські листівки;
- На честь того, що філармонії присвоєно ім'я Сергія Сергійовича Прокоф'єва;
- На честь того, що у філармонії розміщений орган, на якому грав Петро Ілліч Чайковський.

### Донбас Палас

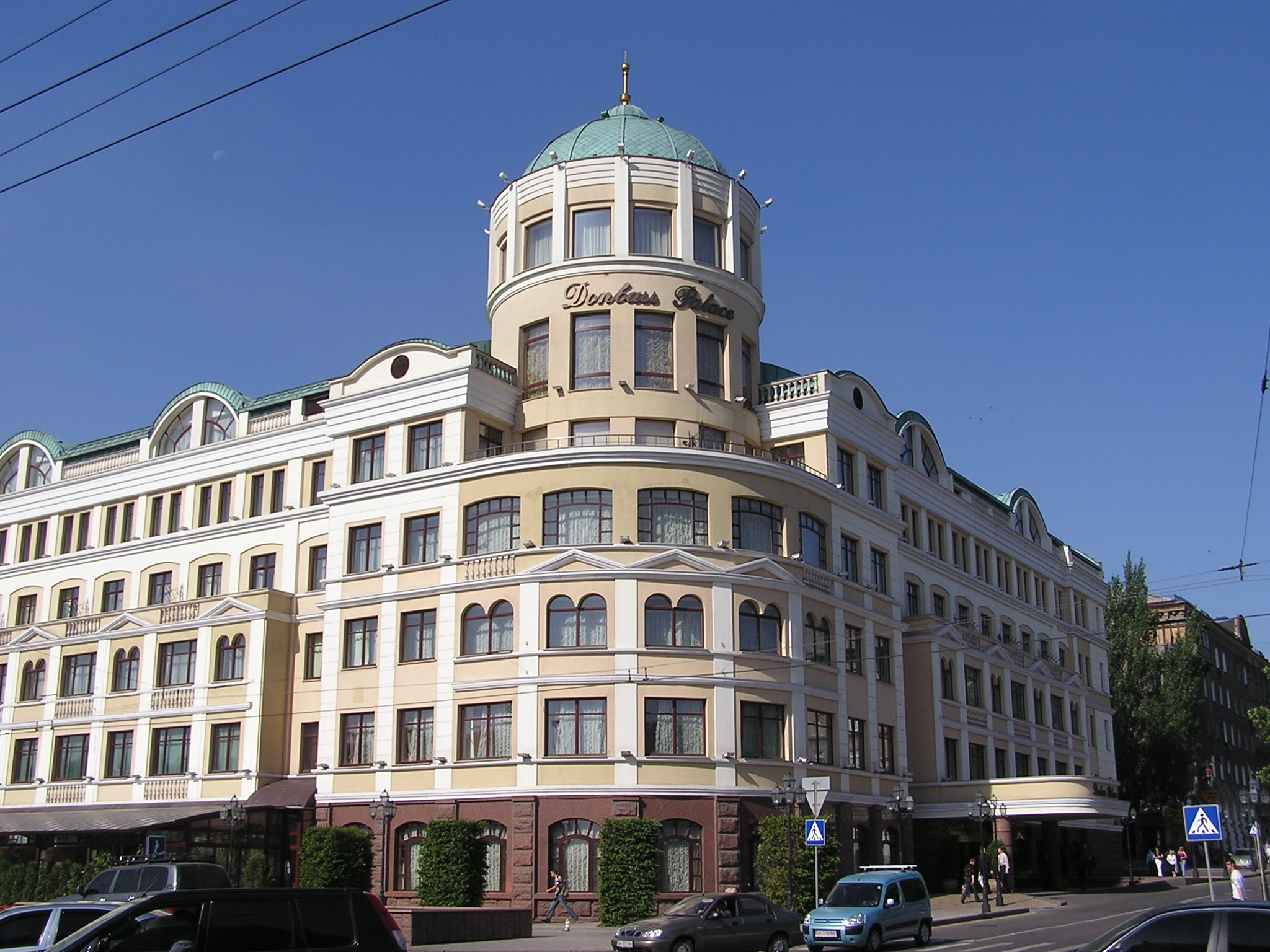
«Донбасс Палас», фото 2007 года

Будівлю готелю «Донбасс» побудували в 1938 у за проектом І. І. Речаніка і А. А. Шувалової. Під час будівництва проект був перероблений Н. І. Порхуновій.
Нижній поверх готелю був виконаний у вигляді потужного цоколя, і облицьований темно-коричневим полірованим гранітом. Три верхніх поверхи були оброблені еркер ами, з лоджія ми між ними. П'ятий поверх був зроблений у вигляді легкої галереї з білими напівколонами в простінках. Кутова вежа кругла, увінчана пілястра ми і скульптурним поясом з мармуру. Будівля вінчала башта з позолоченим шпилем.
Будівля у воєнний час було частково зруйновано. З 1947 по 1949 и будівлю готелю було реконструйовано за проектом М. І. Порхунова. Під час реконструкції не була відновлена купольна частина через нестачу коштів. У 1971 році Донбаський Інститут цивільного будівництва провів реставраційні роботи.
У 2000 році власники готелю прийняли рішення знести існуючий старий будинок і побудувати на його місці новий будинок, яке відповідало початковим проектом і включало б у себе купол. 26 лютого 2001 року стару будівлю готелю було підірвано.
Нова будівля складається з п'яти поверхів, двох додаткових поверхів в частині купола та службового підвального приміщення. Розміри: 52 метри в довжину, 44 метри в ширину і 34 метри у висоту.

### Фонтан

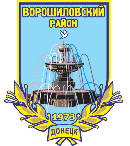
Герб Ворошиловського району Донецька

У 1950-ті роки на площі був встановлений фонтан. Зображення цього фонтану використовується як основна фігура на гербі Ворошиловського району Донецька.
У 2003 році фонтан відреставрували. Групою конструкторів, електронників, програмістів ДКП «Донецькміськводоканал» було додано обладнання для роботи фонтану в світломузичне режимі.
Роботою гідравлічного, світлового та програмного забезпечення фонтану управляє система з центрального комп'ютера і 288 мікропроцесорів. У системі задіяно 78 пропорційних клапанів та 210 підводних прожекторів, у яких регулюється ступінь світіння. До репертуару музичного фонтану входять твори композиторів Йогана Себастьяна Баха, Петра Ілліча Чайковського, Йоганна Штрауса, Людвіга вана Бетховена, Боккеріні і пісні сучасних популярних співаків.

### Мінвуглепром

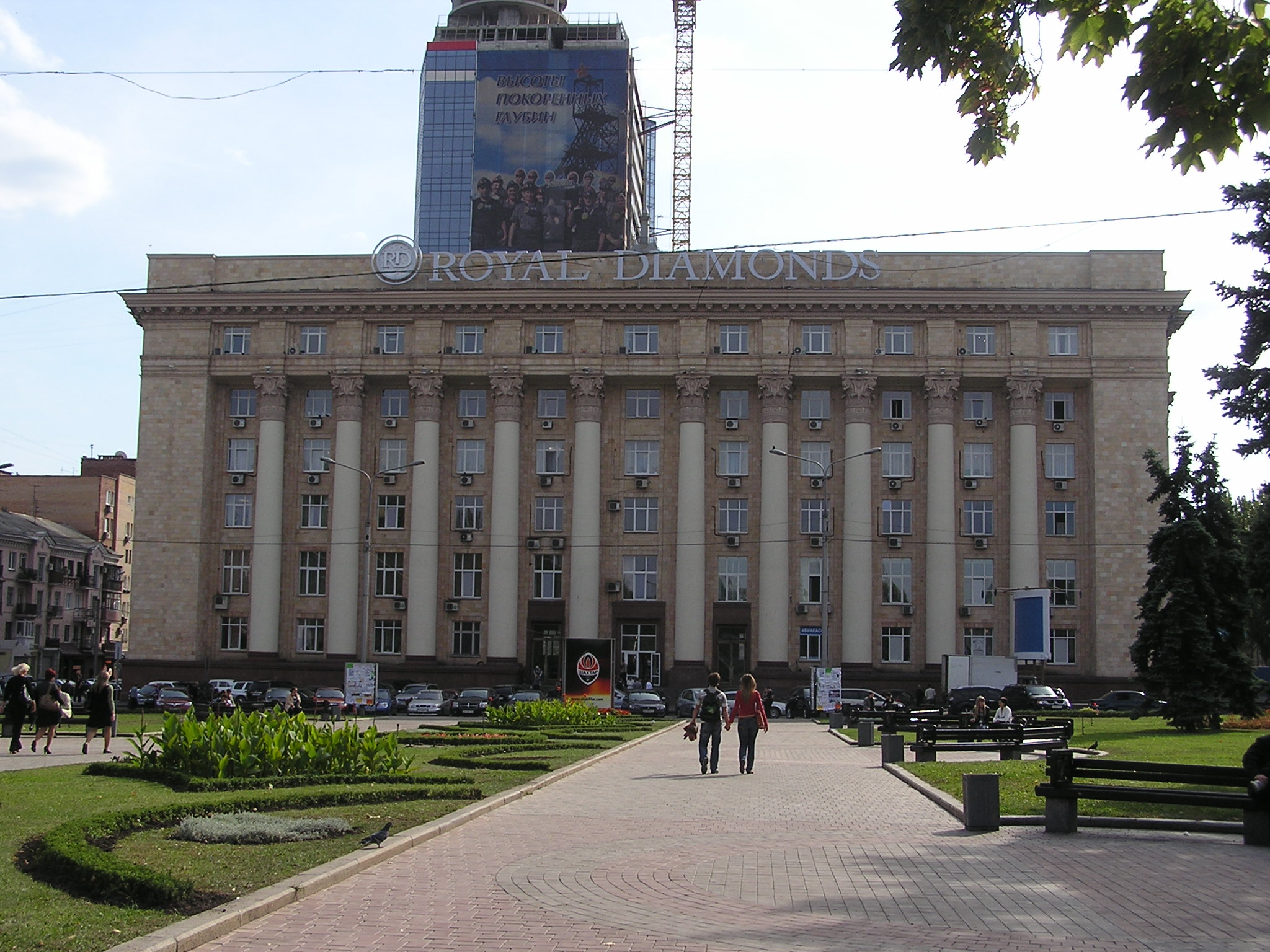
Будівля, в якій раніше розміщувалося Міністерство вугільної промисловості УРСР

Монументальну адміністративну будівлю, в якому раніше розміщувалося Міністерство вугільної промисловості УРСР, було побудовано в 1956 році. З його будівництвом площа Леніна отримала сучасну просторову організацію, так як на той час вже був закладений Первомайський сквер, який завершував простір площі з північної сторони, і побудовані житлові та адміністративні будівлі вздовж правого боку вулиці Постишева.
Будівля розташована уздовж південного боку площі. Фасад будівлі підкреслений потужним 10-колонним портиком коринфського ордера. Колони доходять до п'ятого поверху, а над шостим поверхом розміщується складний карниз великого виносу.
Архітектори — В. М. Орєхов і В. Р. Костенко. На фасаді будівлі встановлена меморіальна дошка на честь того, що в ньому працював Олександр Федорович Засядька.

### Драмтеатр

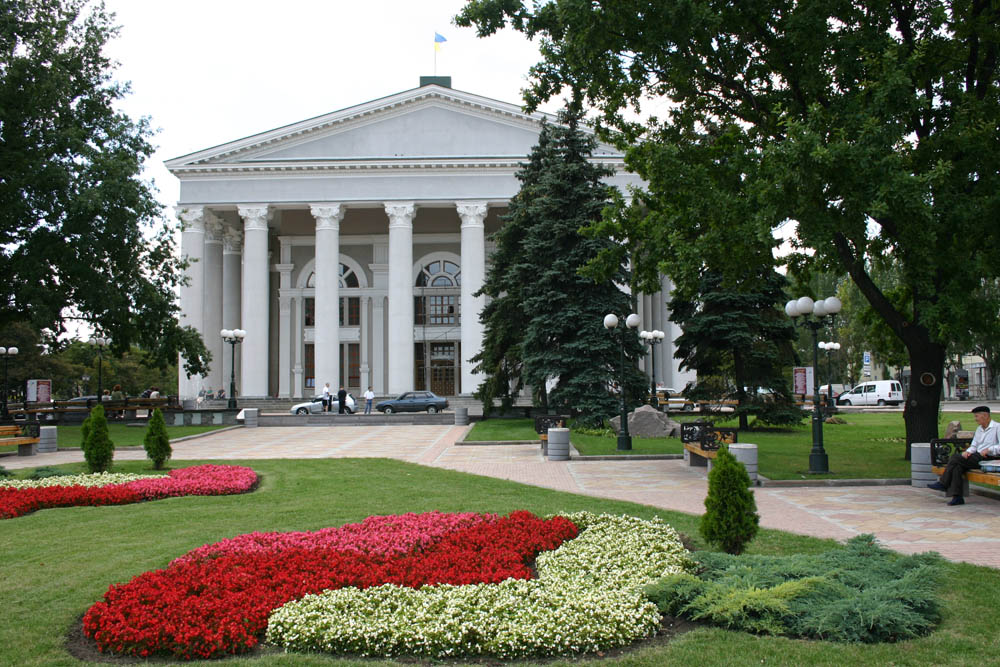
Донецький академічний український музично-драматичний театр

Будівля театру була побудована в 1961 у. Архітектор — Є. І. Чечик. Театр за винятком сценічної частини виконаний у вигляді давньогрецького храму. Фасад оформлений у вигляді колонного портику коринфського ордера.
Театр розташований в найвищій точці поперечної осі площі Леніна, яка є продовженням проспекту Ілліча. На цьому місці планувалася побудова нового будинку Будинку Рад, але в план формування громадського центру міста були внесені зміни. Через те, що будівля театру приосадкувате і невелика за обсягом, на відміну від запланованого будівлі Будинку Рад, були знижені архітектурні достоїнства ансамблю площі Леніна, збіднений силует забудови і площу не отримала завершеного архітектурно-просторового рішення.
В архітектурному проекті театру, зробленому в 1958 році планувалася фронтонна фігура, але при будівництві театру від неї відмовилися через постанови ЦК КПРС і Ради Міністрів СРСР 1955 року «Про усунення надмірностей у проектуванні та будівництві». Під час реконструкції театру в 2000-х роках було вирішено встановити скульптуру на фронтоні. Оскільки у проектних документах не збереглися відомості про те, яка фігура планувалася до установки, був обраний новий образ. Ним стала муза трагедії Мельпомена з давньогрецької міфології. Вона зображена з пальмовою гілкою в руках. Висота 3,5 метра (висота обчислювалася виходячи з пропорцій всього архітектурного ансамблю театру), вага — близько тонни. Автор — скульптор Юрій Іванович Балдін. Скульптура була відлита з бронзи і встановлено 14 березня 2005 року.

### Пам'ятник Леніну
У 1967 році з нагоди п'ятдесятих роковин Жовтневого перевороту на площі було встановлено пам'ятник Леніну, який являє собою монументальну композицію зі скульптури головному ідеологу перевороту в повний зріст і пілона, що стоїть окремо. Скульптура виготовлена з бронзи розміром сім з половиною метрів. Вона встановлена на чорно-сірому постаменті, виконаному з граніту. Разом скульптура і постамент мають висоту тринадцять з половиною метрів. Поряд з монументом знаходиться тригранний пілон, виконаний з нержавіючої сталі заввишки сорок два метри.
Розташування пам'ятника вибиралося з ідеологічних причин. Він не повинен був розташовуватися так, щоб бути зверненим спиною до Макіївці (схід), будівлі міністерства вугільної промисловості (південь) і будівлі обласного комітету партії (захід), тому скульптура розташована особою на південь, а спиною до півночі.

Автори монумента скульптор Е. Кунцевич і архітектори В. Іванченко і Н. Іванченко. Постамент і пілон знаходяться на гранітному стилобаті, на який ведуть сходи. На пілоні розміщена цитата Леніна: 
|  | Донбасс, это — не случайный район, а это — район, без которого социалистическое строительство останется простым, добрым пожеланием рос. Донбас, це - не випадковий район, а це - район, без якого соціалістичне будівництво залишиться простим, добрим побажанням |

.

Під гранітними плитами в підстави пілона замуровані дві капсули часу:
|  | Здесь в день 100-летия со дня рождения В. И. Ленина заложено письмо юношей и девушек Донбасса к молодёжи 2020 года. Вскрыть 22 апреля 2020 года. рос. Тут в день 100-річчя з дня народження В. І. Леніна закладено лист юнаків і дівчат Донбасу до молоді 2020 року. Розкрити 22 квітня 2020 |

|  | Здесь 29 октября 1971 года заложено письмо участников всесоюзной встречи трудовых династий к молодёжи страны. Вскрыть 29 октября 2018 года. рос. Тут 29 жовтня 1971 закладено лист учасників всесоюзної зустрічі трудових династій до молоді країни. Розкрити 29 жовтня 2018. |

### Альтанка закоханих

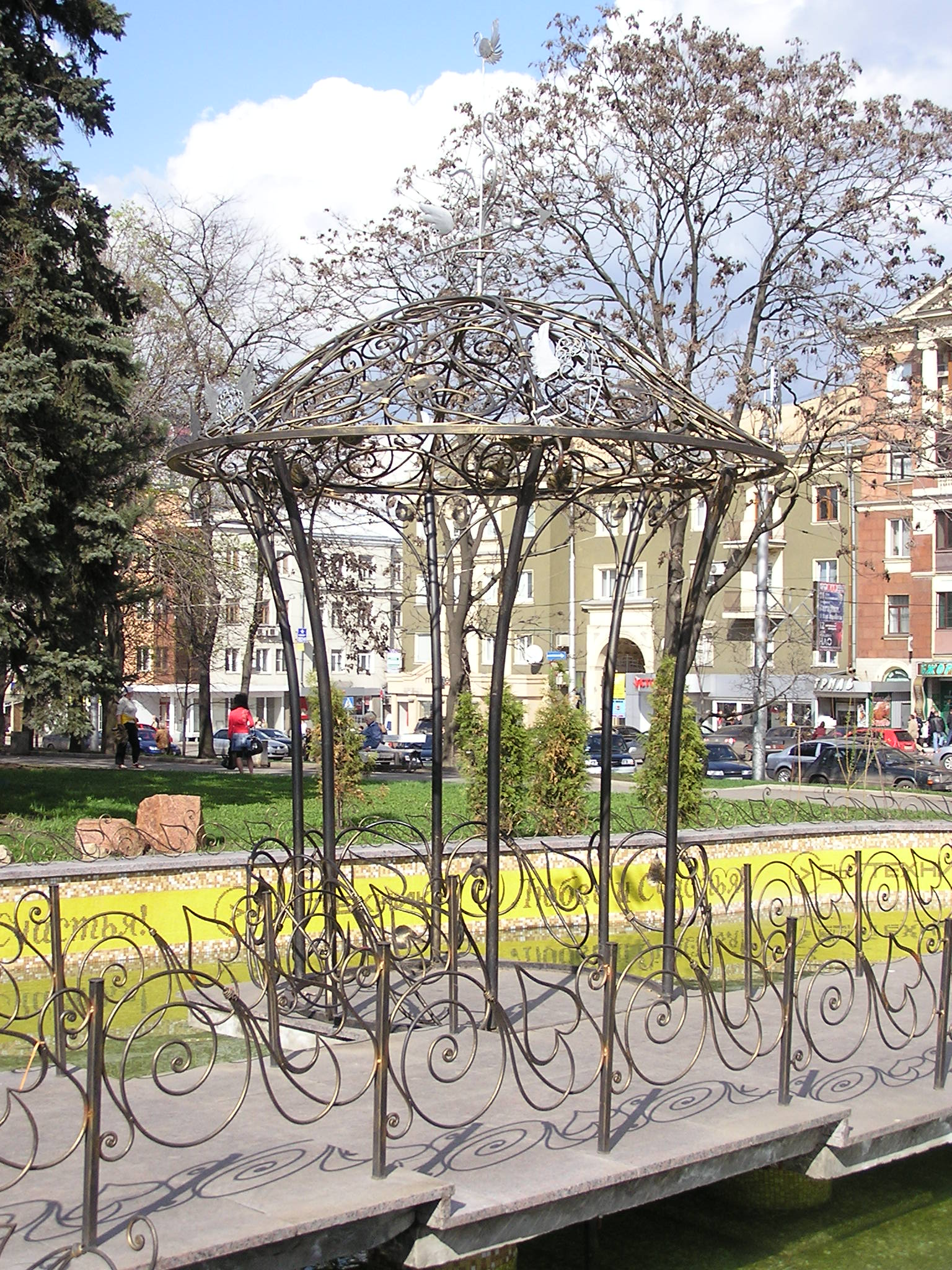
Бесідка закоханих

Беседка влюблённых была установлена в 2007 году. Це кована ажурна альтанка, яка стоїть над відреставрованим фонтаном закоханих у Первомайському сквері. Подарована місту ковалями.

### Юність

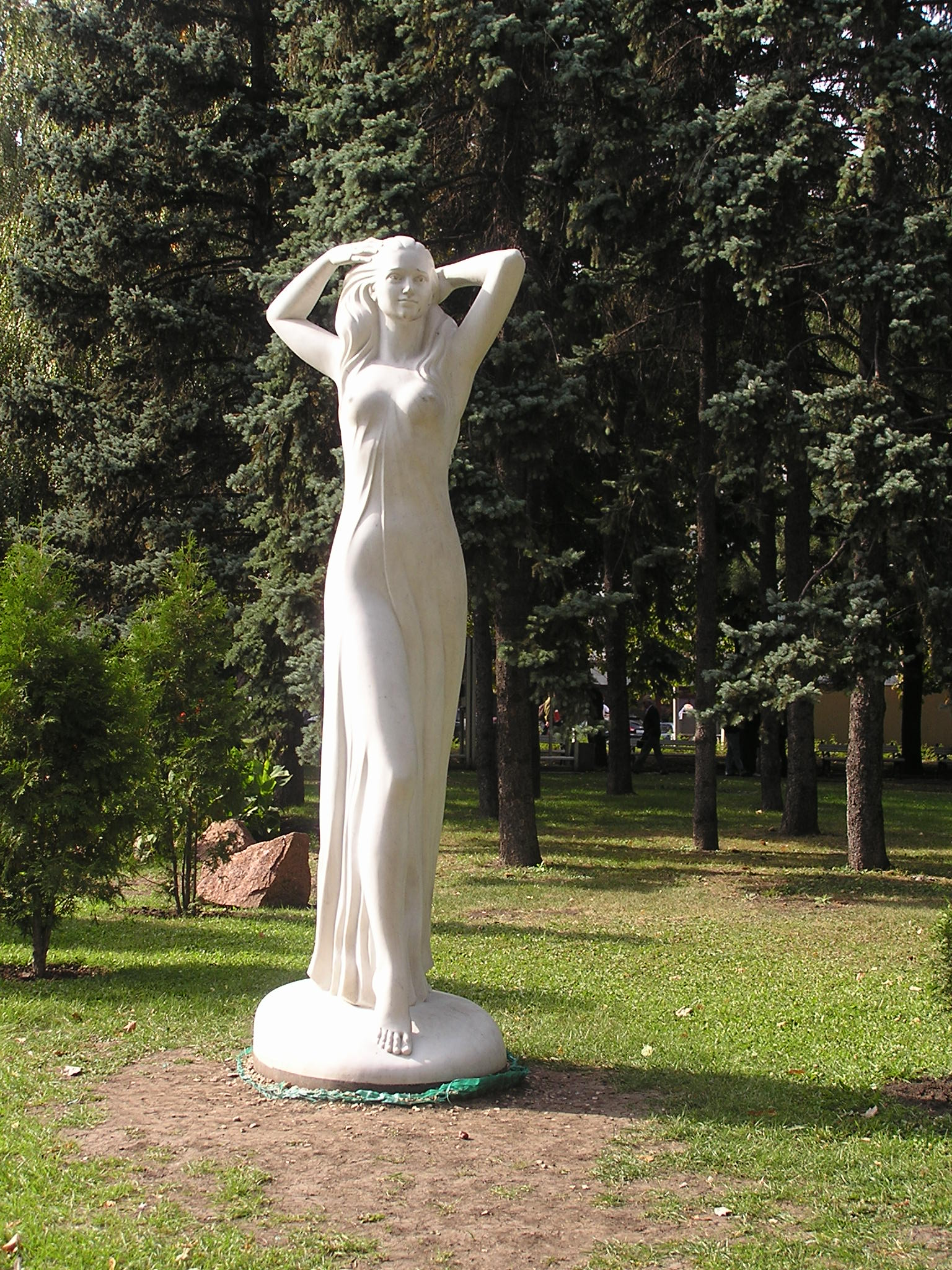
Скульптура «Юність»

Скульптура «Юність» була встановлена в Первомайському сквері 9 липня 2008 року. Вона була подарована місту банкіром Володимиром Павловичем Матвієнком, який двадцять років працював у Донецьку. 12 липня відбулося урочисте відкриття.

Скульптура створена українським скульптором Миколою Біликом. Висота — 3 метри 15 сантиметрів, вага — 5 тонн. Вона виконана з каррарського мармуру і являє собою фігуру напівоголеної дівчини. Ця дівчина є героїнею вірші Володимира Матвієнка, чотиривірш якого вибито на камені поруч зі скульптурою. 
|  | Босиком да по росе в полурасстёгнутом халате золотом распущенной косы явилась юность на рассвете. |

## Галерея площі

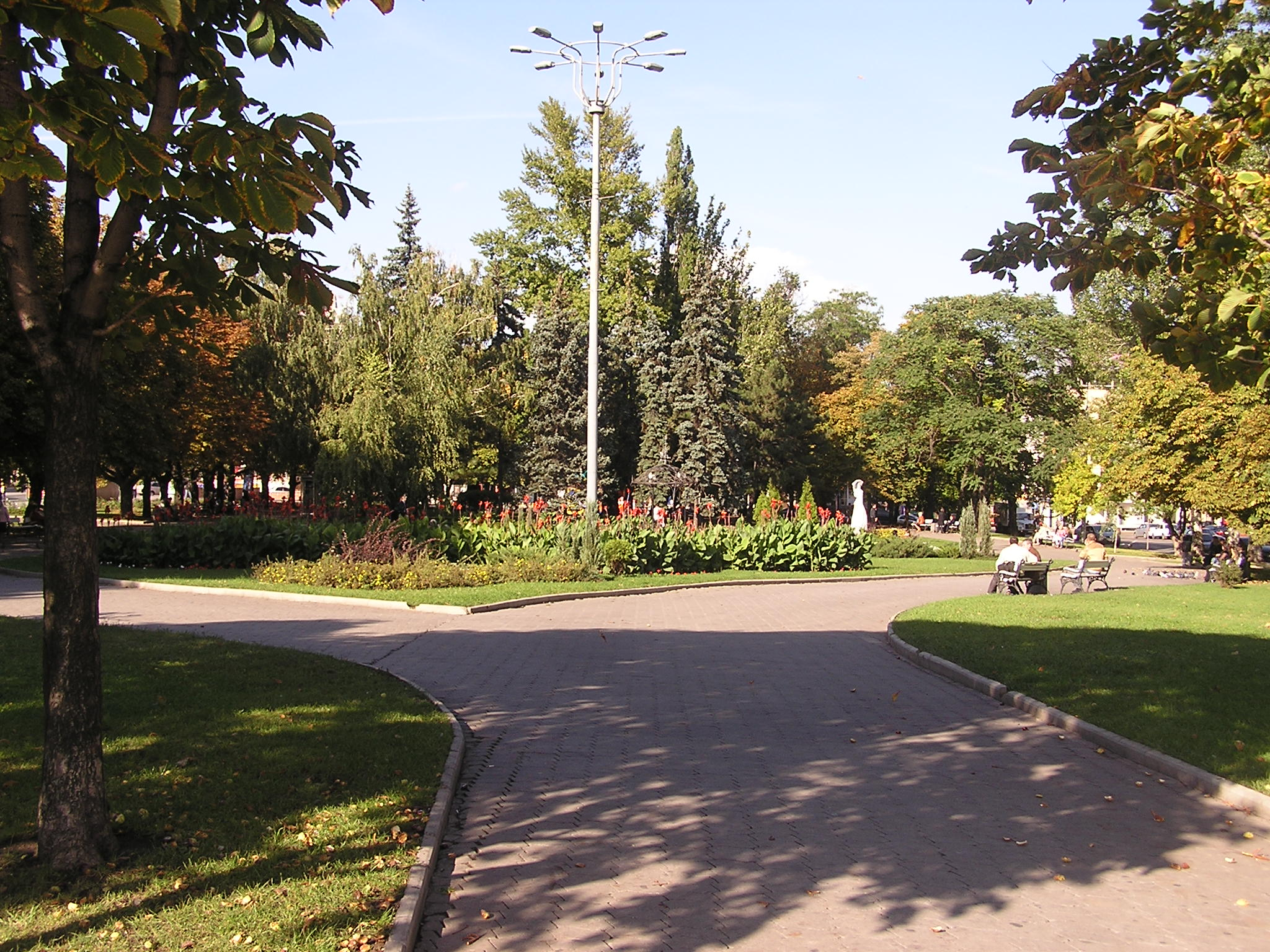
Північна частина площі — Первомайський сквер
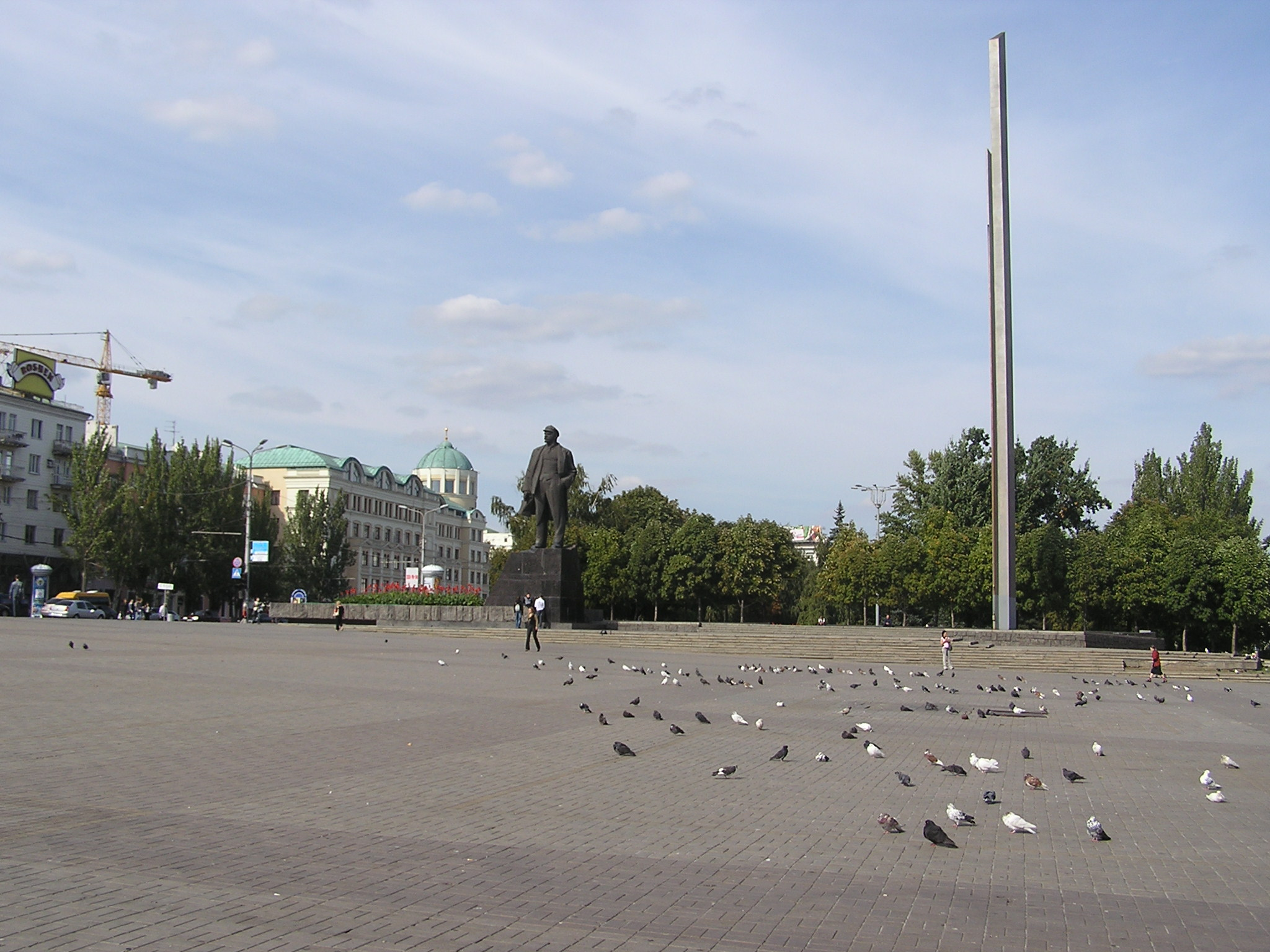
Центральна частина майдану
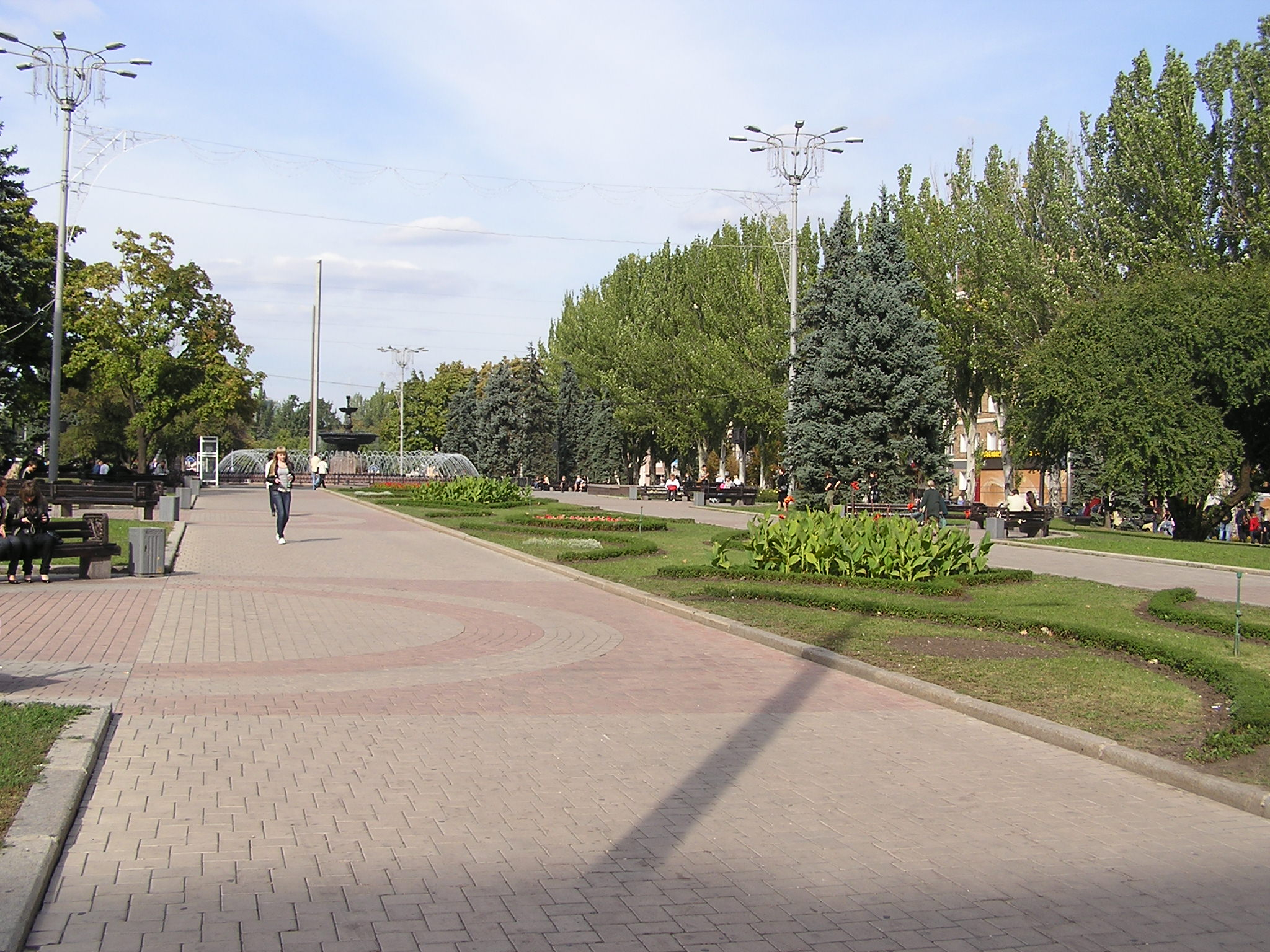
Південна частина площі